# Egeraracsa
Egeraracsa je vas na Madžarskem, ki upravno spada pod podregijo Keszthely–Hévízi Županije Zala.